# Aplysilla pallida
Aplysilla pallida är en svampdjursart som beskrevs av Lendenfeld 1889. Aplysilla pallida ingår i släktet Aplysilla och familjen Darwinellidae.
Artens utbredningsområde är havet kring Australien. Inga underarter finns listade i Catalogue of Life.